# 周浪
周浪（1962年—），汉族，中华人民共和国政治人物、第十一届全国政协委员。
加入九三学社，担任九三学社江西省委副主委、南昌大学材料科学学院院长。2008年，当选第十一届全国政协委员，代表教育界，分入第四十一组。